# زبان شمشتی
زبان شُمشتی یکی از زبان‌های داردی -از شاخهٔ زبان‌های هندوایرانی- است که در بخش‌هایی از باختر پاکستان و شرق افغانستان گویشورانی دارد. تا ۱۹۹۴ میلادی شمار گویشوران این زبان هزارتن برآورد شده‌است، اینان در غرب رود کنر می‌زیند و نرخ باسوادی میان ایشان پایین می‌باشد. شمار کسانی که شمشتی را زبان اول خود می‌دانند زیر ۱٪ است. 
شمشتی از لحاظ دستوری تا ۴۷٪ به زبان گواربتی شباهت دارد. زبان پشه‌ای نفوذ بسیاری بر شمشتی داشته‌است.